# Louis-Charles Ledru
Louis-Charles Ledru, né le 3 août 1778 à Paris et mort le 16 septembre 1861 à Clermont-Ferrand, est un architecte français. Architecte départemental du Puy-de-Dôme et architecte de la ville de Clermont-Ferrand, il a travaillé essentiellement en Auvergne. Il est le père d'Agis-Léon Ledru.

## Biographie
Louis Charles François Ledru fait ses études d'architecture à Paris, à l'École des Beaux-Arts, et il est par ailleurs l'élève de Jean-Nicolas-Louis Durand. Il s'installe dans le Puy-de-Dôme vers 1807. Il travaille pour le département et la ville dès 1809, mais ne devient officiellement architecte de ces institutions que plus tard : architecte de la ville de Clermont-Ferrand (1823-1846), architecte départemental du Puy-de-Dôme (1824-1851).
Il épouse le 12 juillet 1815 à Clermont-Ferrand Émilie Abraham (1795-1883), dont le grand-père maternel était Jean-François Gaultier de Biauzat, député aux États généraux et au Conseil des Cinq-Cents et premier maire de Clermont-Ferrand après la Révolution. Leur fils aîné, Agis-Léon Ledru, lui-même architecte, a été maire de Clermont-Ferrand de 1870 à 1874.

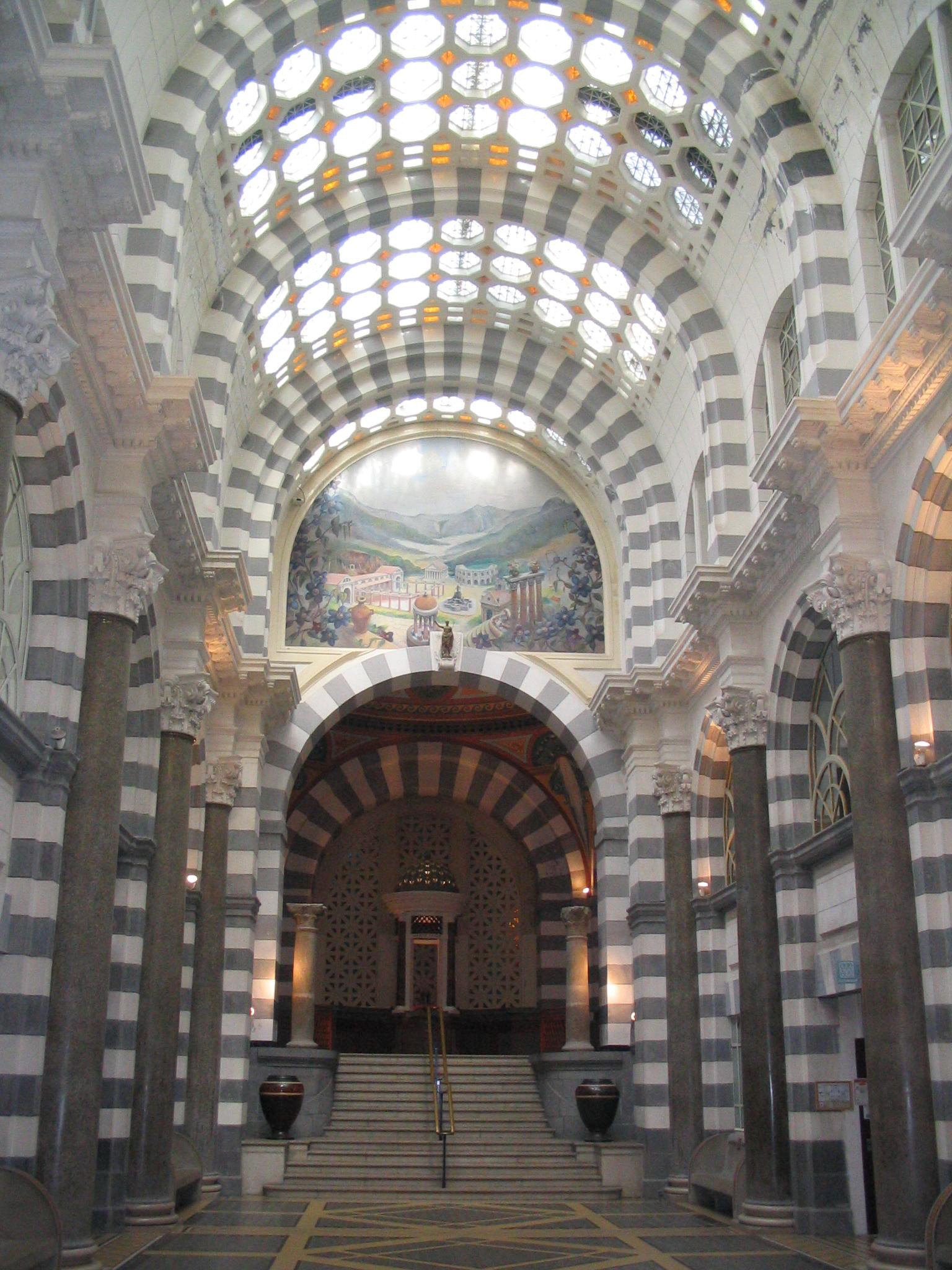
Intérieur des thermes du Mont-Dore.

En 1841, il est nommé chevalier de la Légion d'honneur. Il cesse progressivement son activité à partir de 1845 et il est remplacé par son fils Agis-Léon. Il meurt en 1861 et est inhumé au cimetière des Carmes de Clermont-Ferrand.

## Style
L'œuvre de Louis-Charles Ledru s'inscrit dans le style néo-classique du début du XIXe siècle et allie l'élégance à une certaine austérité, accentuée par l'emploi très systématique de la pierre de Volvic. Il laisse peu de place à l'ornementation ; cependant, à l'intérieur de l'établissement thermal du Mont-Dore, il opte pour un parti-pris moins sévère et plus décoratif, avec des arcades présentant une alternance de claveaux blancs et gris soutenues par des colonnes de porphyre vert que couronnent des chapiteaux corinthiens ; ce décor néo-byzantin peut être compris comme un rappel des origines du lieu, où l'on peut voir des vestiges des thermes romains.
Les préoccupations urbanistiques ne sont pas absentes : au Mont-Dore, les thermes sont conçus comme l'élément central d'une vraie ville succédant au village de montagne. À Clermont-Ferrand, il avait prévu de dégager l'espace autour de l'ensemble constitué par l'hôtel de ville et le tribunal pour les mettre en valeur, mais le projet fut abandonné.

## Œuvres

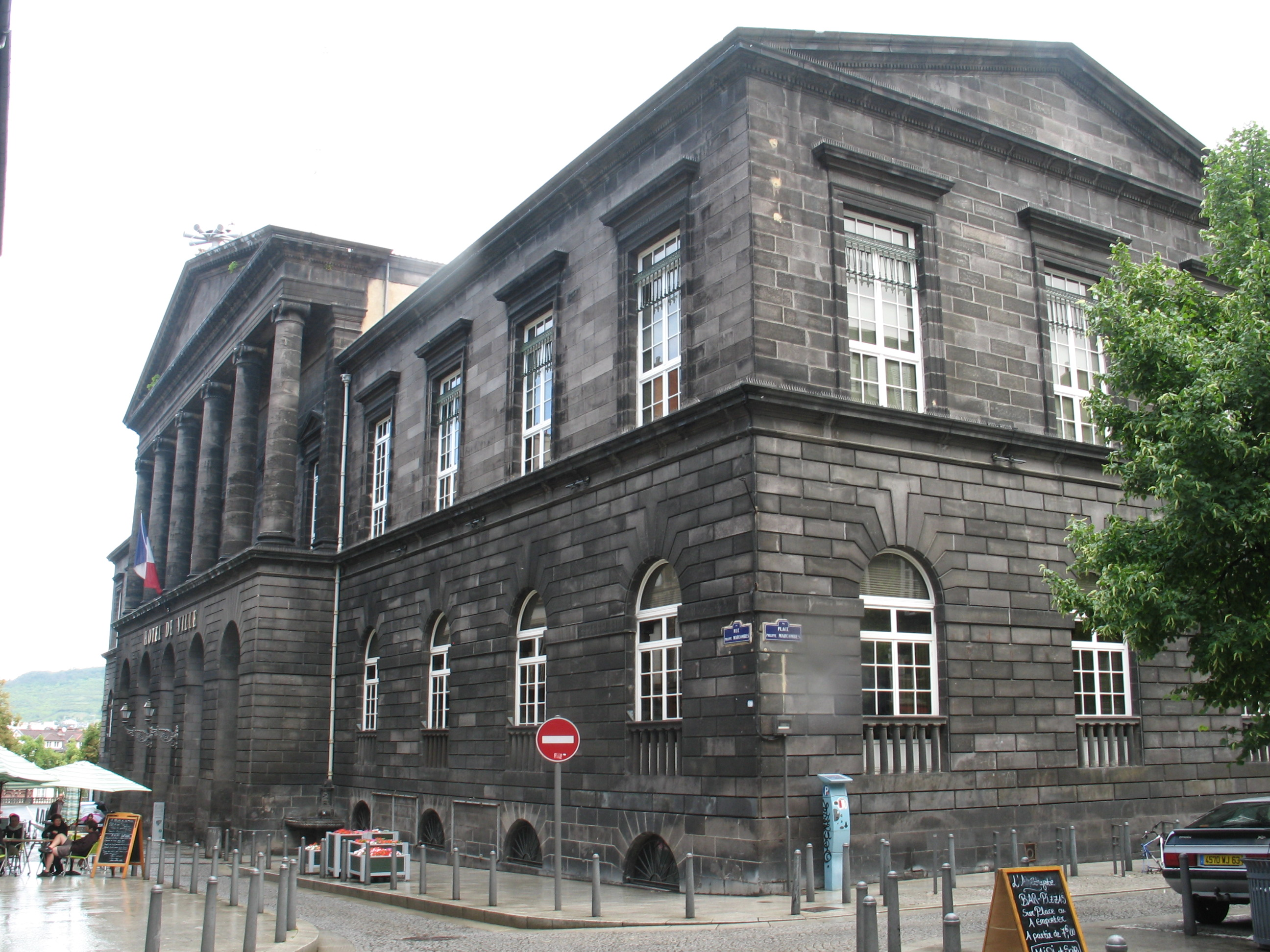
Hôtel de ville de Clermont-Ferrand

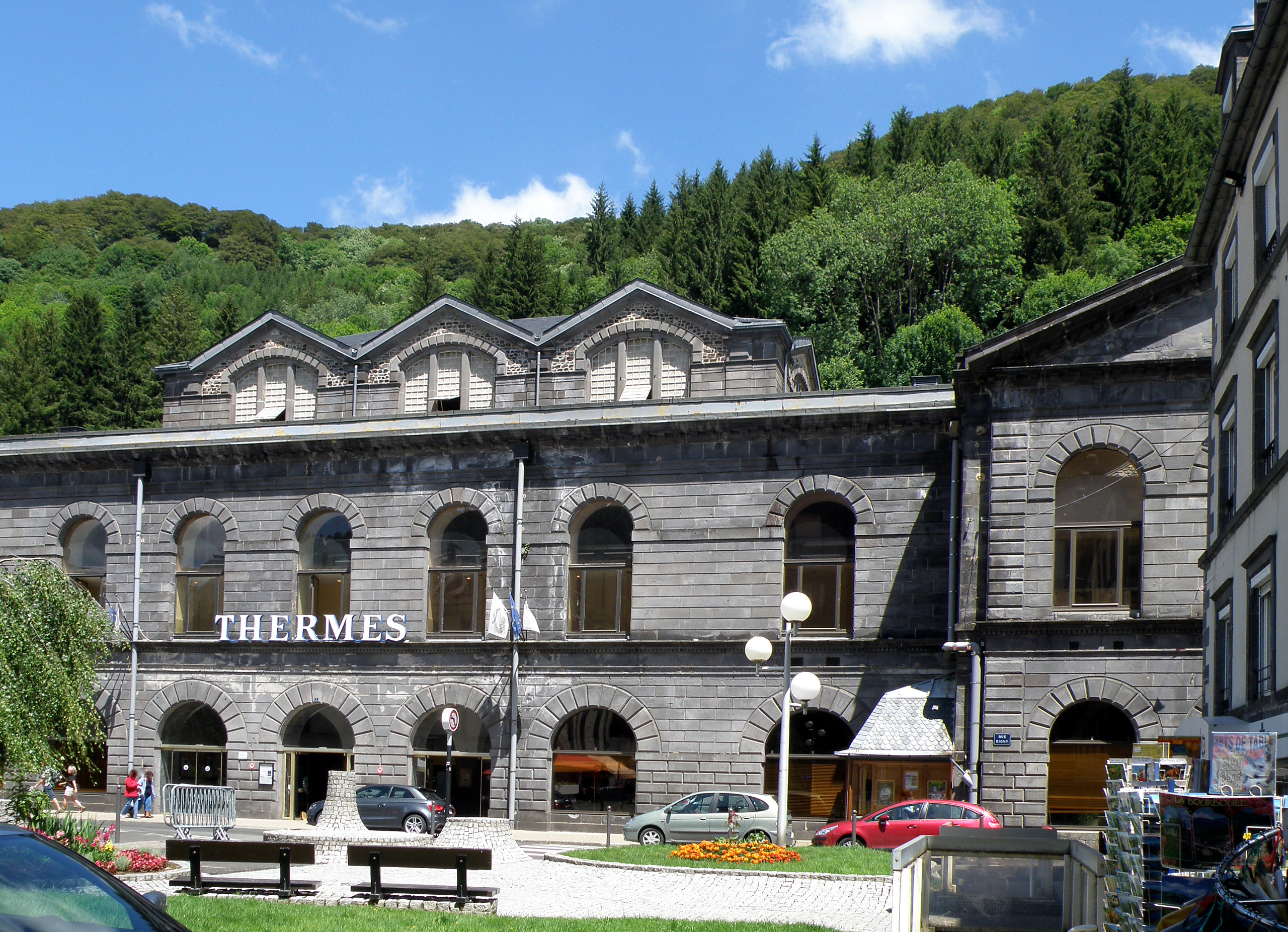
Façade de l'établissement thermal du Mont-Dore

- Établissement thermal du Mont-Dore (partie centrale), 1816-1823 et agrandissements jusqu'en 1845[2] ;
- Hôtel de ville et tribunal de Clermont-Ferrand, et la maison d'arrêt voisine, 1823-1846 ;
- Abattoirs de Clermont-Ferrand ;
- Surélévation de la Halle aux blés de Clermont-Ferrand, 1822, inscrit MH[3] ;
- École normale de Clermont-Ferrand ;
- Marché couvert de Clermont-Ferrand ;
- Ancienne caserne de gendarmerie de Clermont-Ferrand (4, cours Sablon) ;
- Achèvement de l'Hôtel-Dieu de Clermont-Ferrand ;
- Évêché du Puy, 1829 ;
- Tribunal et maison d'arrêt de Thiers, 1830-1837 ;
- Tribunal et maison d'arrêt d'Ambert, 1842-1843, inscrit MH[4] ;
- Sous-préfecture d'Ambert ;
- Restauration de l'église Saint-Pierre de Beaumont et reconstruction du clocher, 1826-1831 ;
- Église de Viverols ;
- Maison d'arrêt et caserne de gendarmerie à Saint-Flour ;
- Établissement thermal de Chaudes-Aigues (Cantal), projet présenté en 1833 mais qui ne fut pas exécuté.